# آمازون ای‌بی‌اس
آمازون ای‌بی‌اس یا فروشگاه بلوک الاستیک آمازون (EBS) یک سرویس ذخیره‌سازی بلوکی است که توسط آمازون وب سرویسز (AWS) ارائه می‌شود و به شما امکان می‌دهد حجم‌های ذخیره‌سازی پایدار و با عملکرد بالا را به نمونه‌های EC2 خود متصل کنید. این سرویس برای طیف وسیعی از کاربردها، از جمله پایگاه‌های داده، سیستم‌های فایل، و برنامه‌های کاربردی که به دسترسی سریع و قابل اعتماد به داده‌ها نیاز دارند، مناسب است.